# 芽孢肠状菌属
芽孢肠状菌属（Sporotomaculum）是蛋白胨链球菌科的一属革兰氏阴性菌。能产生芽胞。与脱硫肠状菌很相似。细胞呈杆状。该属的模式种为羟基苯甲酸芽抱肠状菌（Sporotomaculum hydroxybenzoicum）。
芽孢肠状菌属是由Brauman、Muller等人于1998年提出一株严格厌氧，能以3-轻基苯甲酸盐为惟一碳源、能源的革兰氏阳性的产芽孢的杆菌，16SrDNA序列与脱硫肠状菌属(Desulfotomaculum)十分相似，但不能还原硫酸盐，因而成立新属。

## 下属物种
本属包括以下物种：
- Sporotomaculum syntrophicum Qiu et al. 2003[2]
- 羟基苯甲酸芽抱肠状菌 Sporotomaculum hydroxybenzoicum Brauman et al. 1998